# Contact (elektriciteit)

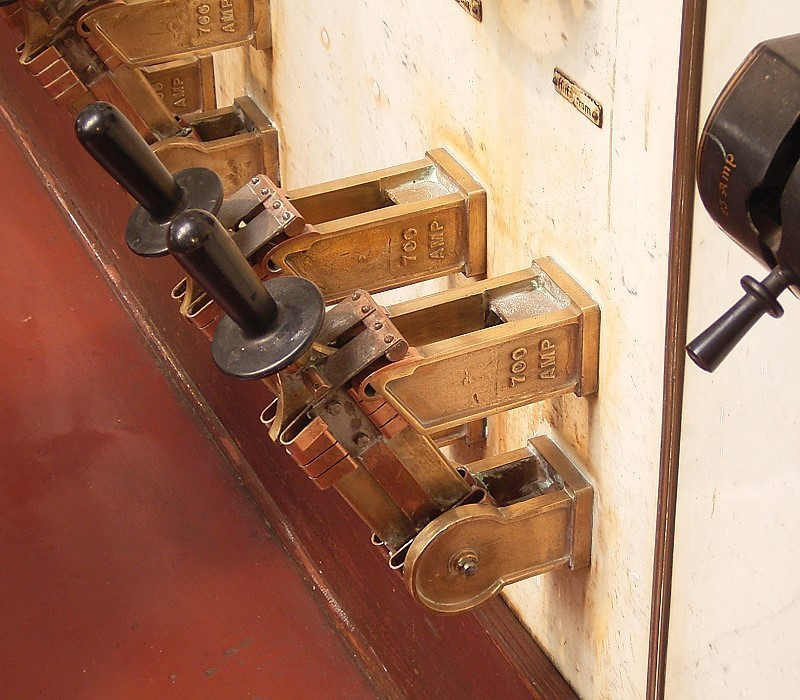
Een messchakelaar in een oude installatie

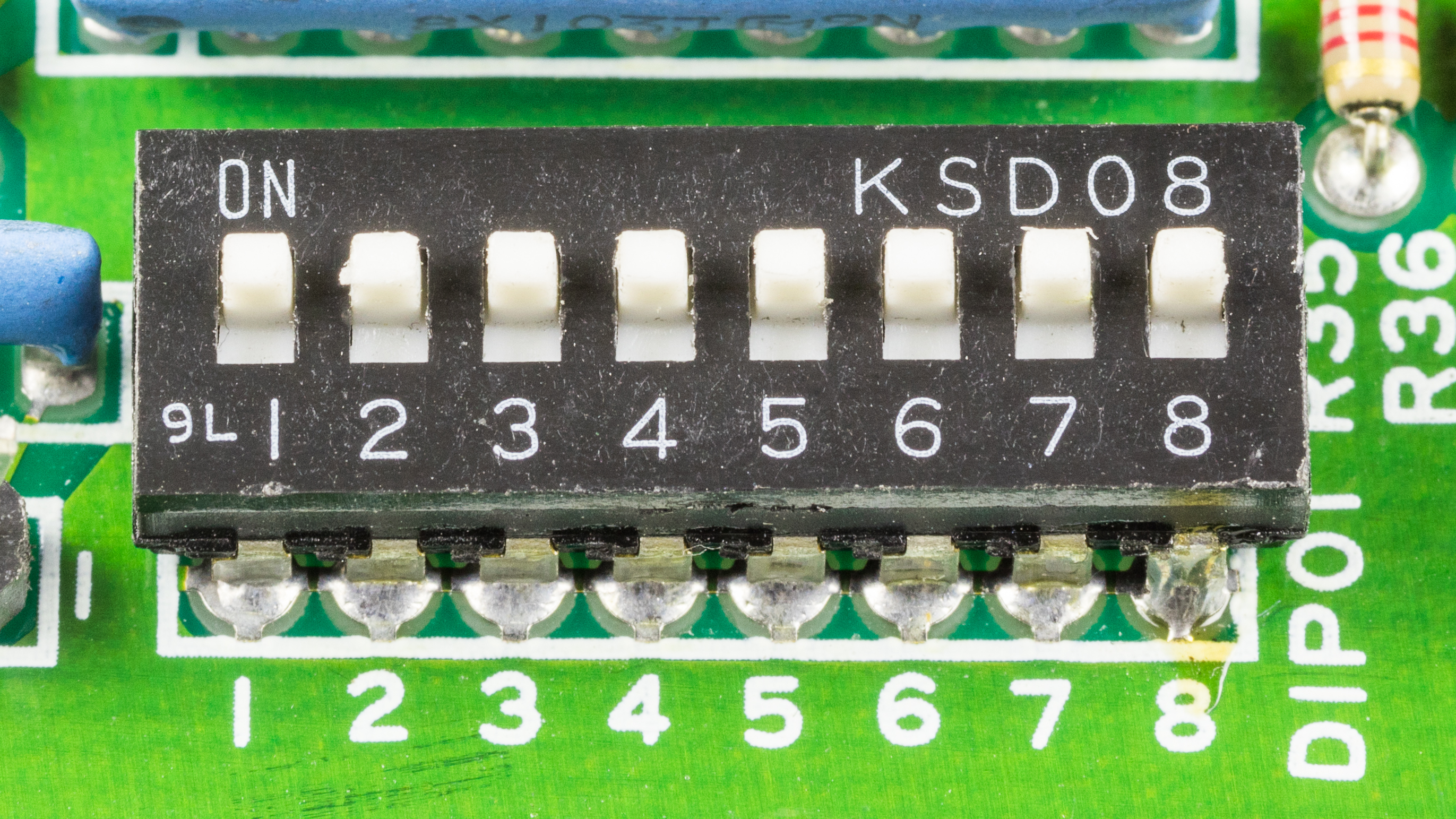
Nedap ESD1 - printer controller - DIP switch - all off-91979.jpgEen DIP-switch wordt rechtstreeks op een printplaat gesoldeerd

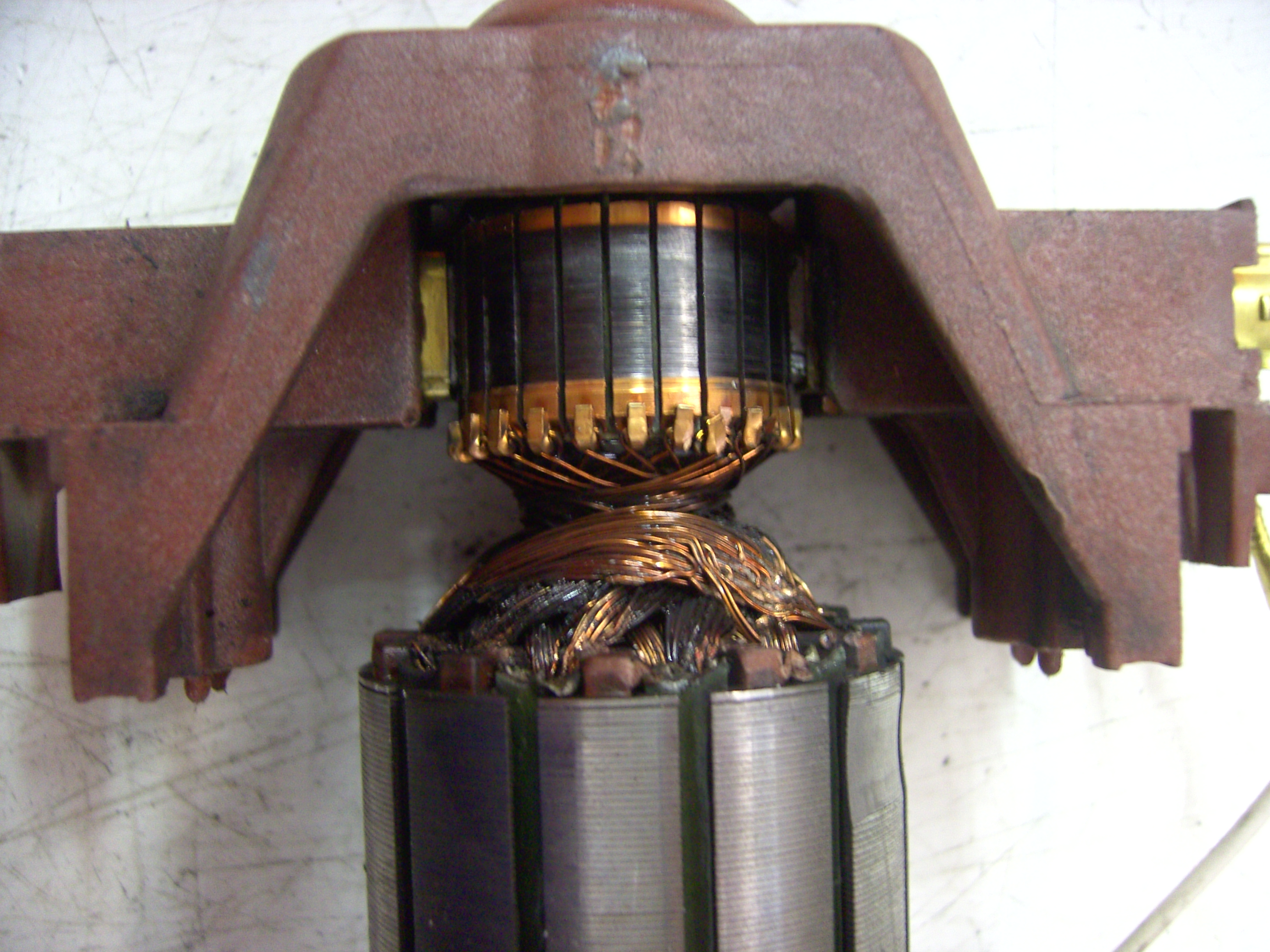
De borstels van een elektromotor zijn sleepcontacten

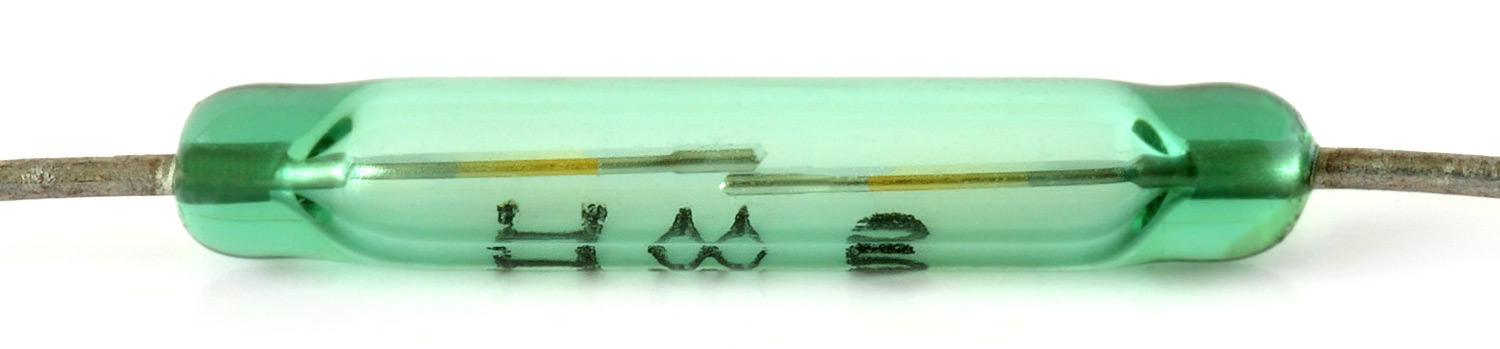
Een Reed contact met één NC contact.

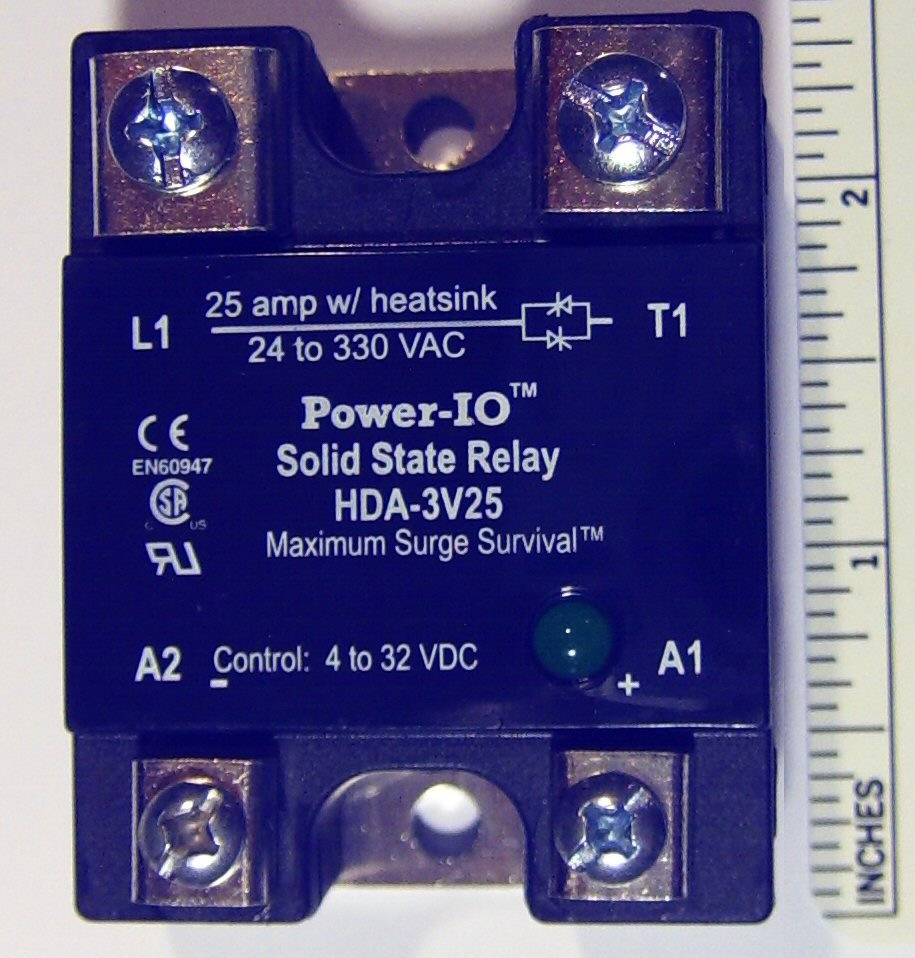
Een solid-state relais bevat een halfgeleider schakelaar en heeft dus geen bewegende delen meer

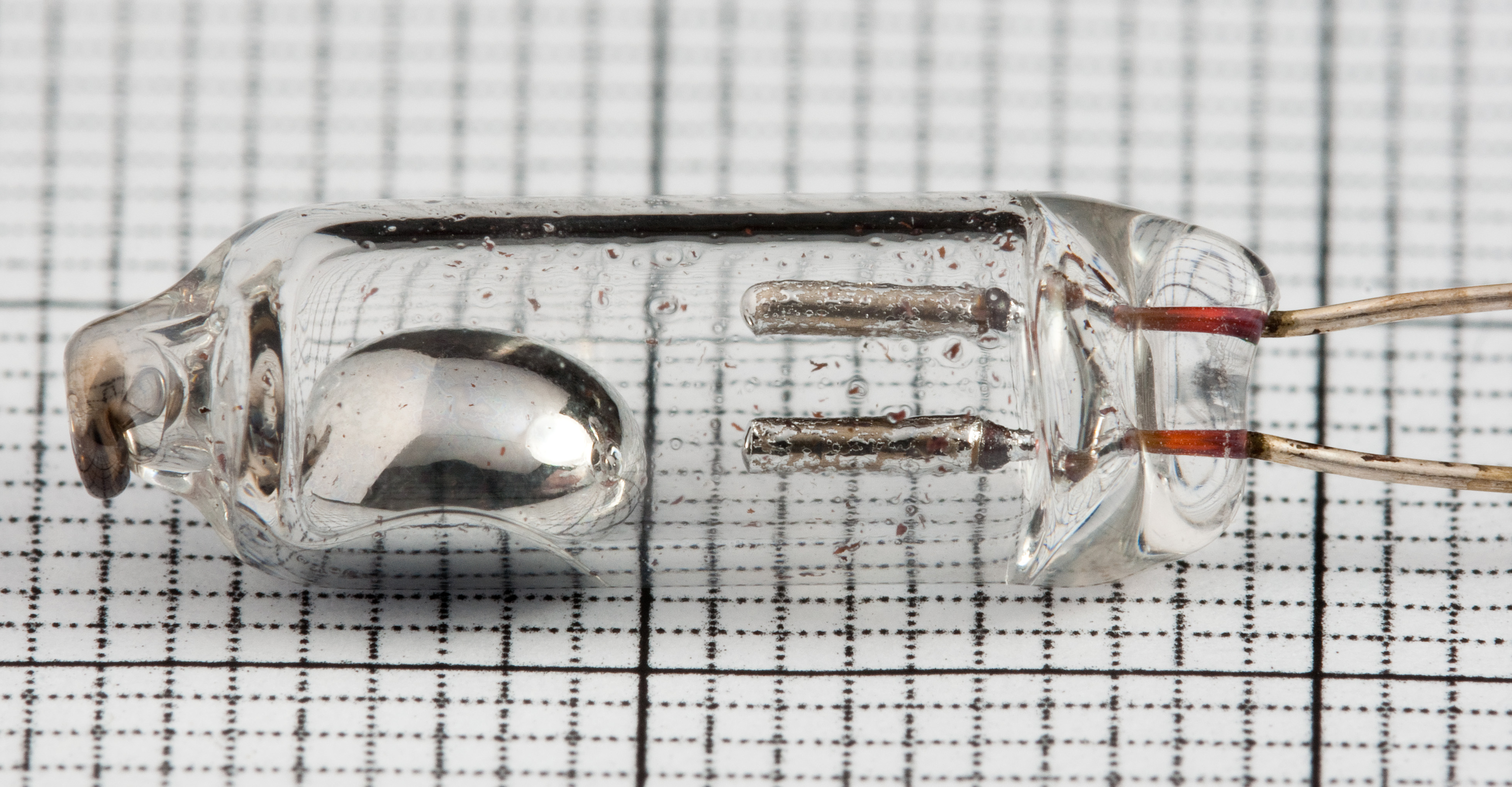
Een kwikcontact

De werking van het kwikcontact door mechanisch het contact te kantelen

Een contact is de basis van elke schakelaar in een elektrische installatie. Contacten maken en openen het elektrische contact. We vinden elektrische contacten in vele vormen en toepassingen van elektrische componenten terug. Elk contact is bestemd voor een bepaalde belasting en een bepaalde 
gebruikscategorie.

## Indeling van contacten volgens schakelvermogen
- Kunnen geen stroom schakelen: Scheidingscontacten. Scheidingscontacten hebben een veiligheidsfunctie; ze moeten zichtbaar de spanning afschakelen. Voor werkzaamheden aan de elektrische installatie kan de scheider vergrendeld worden met een hangslot om ongewenst herinschakelen van de installatuie te voorkomen.
- Kunnen kleine stromen schakelen: hulpcontacten. Hulpcontacten vinden we terug in de stuurkringen en voor signalsiatie. Zij schakelen relaisspoelen.
- kunnen de voeding van een machine afschakelen: lastcontacten
- kunnen kortsluitingen afschakelen: vermogencontacten

## Indeling van contacten naar bediening
- Handbediening of mechanische bediening
  - mescontacten
  - nokkenschakelaar contacten
  - DIP-switch contacten
  - drukcontacten
  - microswitch contacten
  - kwikcontacten
  - onderbreekbare klemmen.
  - sleepcontacten met koolborstels. Bij elektromotoren worden vaak borstels of kooltjes gebruikt om de stroomvoerende geleider in de rotor dwars op het magnetisch veld van de stator te houden. Zo heeft een boormachine een universeelmotor of seriemotor met koolborstels.
- Bediening door een permanente magneet
  - Reed contacten. Een Reed schakelaar schakelt als je een magneet in de buurt brengt of wegneemt. Het contact zit hermetisch gesloten in een glazen buisje
- Elektromagnetische bediening
- Hulpcontacten
- hoofdcontacten of last contacten
- vermogencontacten

## Indeling van contacten naar samenstelling
- Halfgeleidercontacten. Bij de halfgeleiderschakelaars kunnen we bezwaarlijk over contacten spreken, aangezien de halfgeleider gewoon aangestuurd wordt om te geleiden of niet aangestuurd wordt om te geleiden. Toch zal ook hier bij de schakeling of commutatie wat energie gedissipeerd worden in de halfgeleider. In open toestand heeft een halfgeleider steeds een kleine lekstroom die zorgt voor vermogenverlies en dus opwarming. Bij gesloten toestand is er steeds een spanningsval over de halfgeleider wat eveneens opwarming tot gevolg heeft. De grootste opwarming ontstaat tijdens de schakeling waar nog veel stroom vloeit als er al veel spanning over de halfgeleider staat. Opwarming is het grootste aandachtspunt bij de halfgeleider schakelaars. Een tweede aandachtspunt is dat bij sterke inductieve belastingen de opgewekte overspanningen ervoor zorgen dat de halfgeleider niet helemaal dooft waardoor de energie dissipatie in de halfgeleider ontoelaatbaar groot oploopt.
  - solid-state schakelaars. Worden afhankelijk van de toepassing uitgevoerd met MOSFET, triac of IGBT.
  - thyristor schakelaar. De thyristor wordt vaak toegepast in eenvoudige vermogenssturingen. Bij de thyristor is de ontsteekhoek ten opzichte van de voedende wisselspanning regelbaar waardoor de gemiddelde spanning geregeld wordt. Een variant op de thyristor is de triac. Die wordt toegepast in lichtdimmers. En triac kan de stroom in beide richtingen doorlaten, een thyristor slechts in één richting.
  - Insulated-gate bipolar transistorIGBT schakelaars. Om zeer grote stromen te schakelen worden geen thyristors gebruikt maar IGBT's.
  - MOSFET schakelaars
  - Transistor contacten. Worden o.a. gebruikt in benaderingsschakelaars. Er zijn NPN en PNP uitvoeringen en moeten dan ook verschillend aangesloten worden.
- Vaste metalen contacten zijn de meest gebruikte contacten die we terugvinden in relais, contactoren, nokkenschakelaar, microschakelaar of reed contact.
- Kwikcontacten zijn tegenwoordig verboden door de RoHS wetgeving. In oude installaties werden soms kwikcontacten gebruikt omwille van hun hoge DC schakelcapaciteit.